# 拉查
44°14′N 20°59′E / 44.233°N 20.983°E

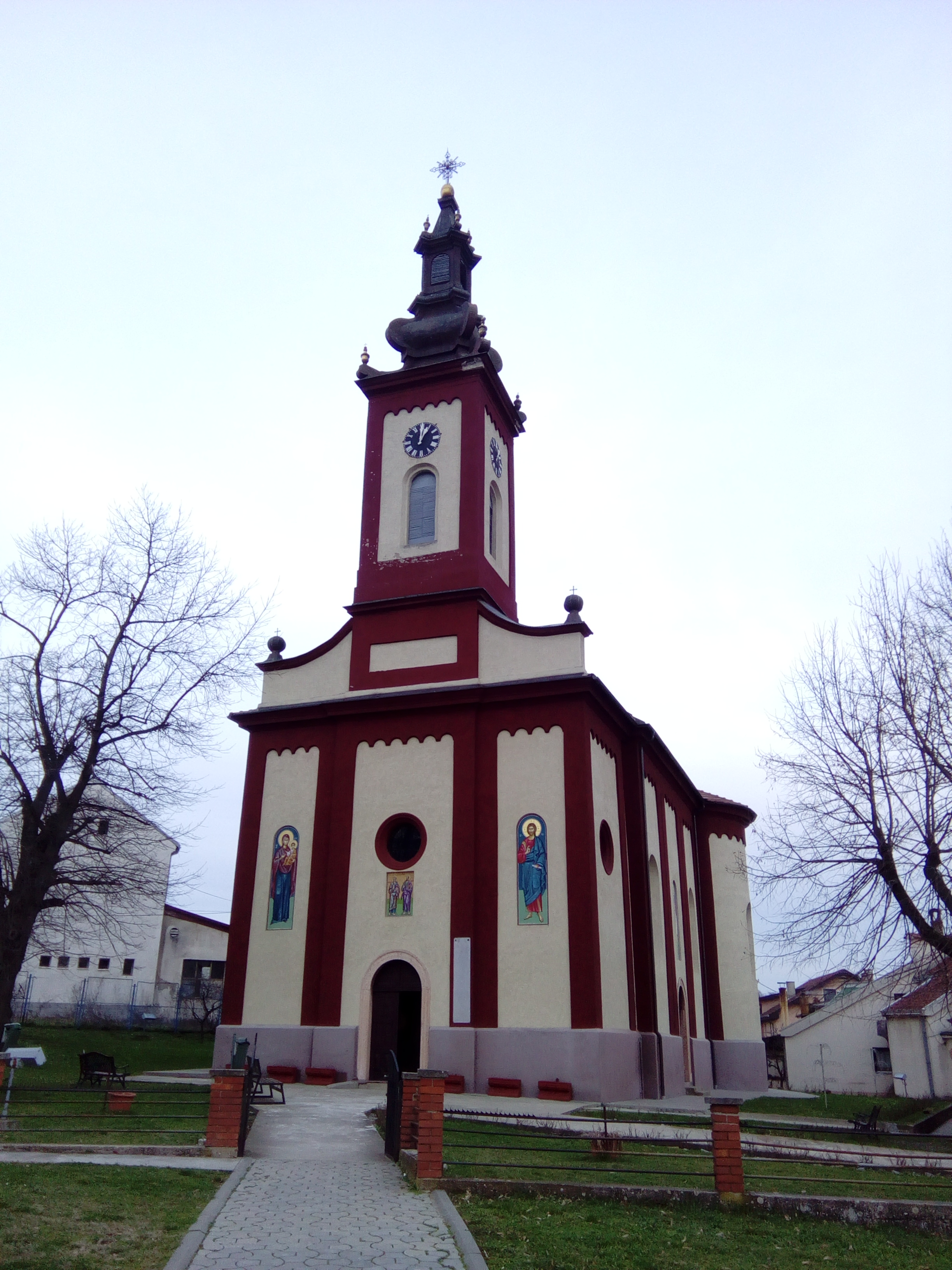

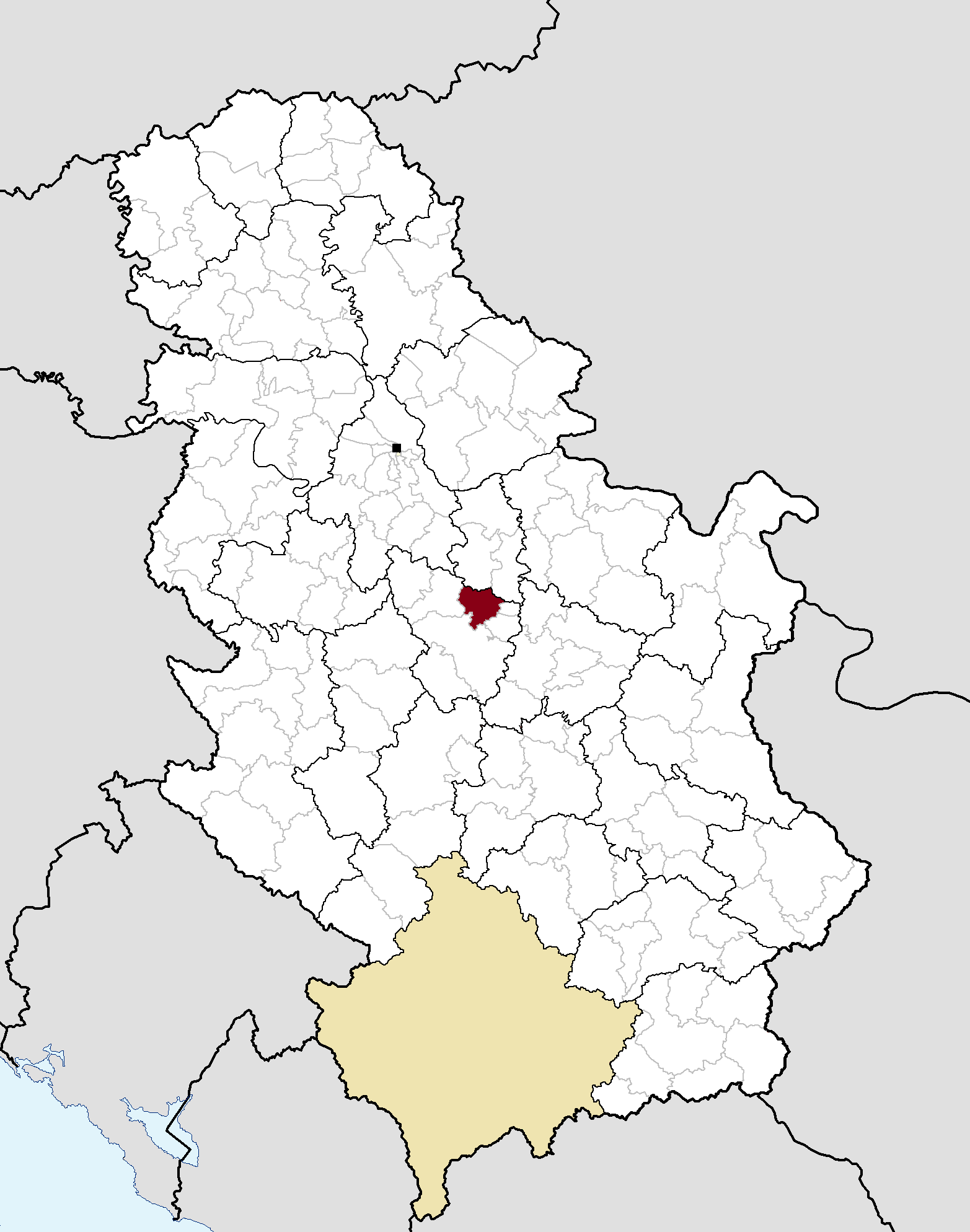

拉查，是塞爾維亞的城鎮，位於該國中部，由舒馬迪亞州負責管轄，面積216平方公里，海拔高度140米，2011年人口11,475人，人口密度每平方公里53人。